# Cryptocephalus validicornis
Cryptocephalus validicornis is een keversoort uit de familie bladkevers (Chrysomelidae). De wetenschappelijke naam van de soort werd in 1953 gepubliceerd door Lindberg.